# Kakrinje
Kakrinje (en serbe cyrillique : Какриње) est un village de Bosnie-Herzégovine. Il est situé dans la municipalité d'Ilidža, dans le canton de Sarajevo et dans la fédération de Bosnie-et-Herzégovine. Selon les premiers résultats du recensement bosnien de 2013, il compte 472 habitants.

## Démographie

### Évolution historique de la population
| 1948 | 1953 | 1961 | 1971 | 1981 | 1991 | 2013 |
| ---- | ---- | ---- | ---- | ---- | ---- | ---- |
| -    | -    | 155  | 160  | 161  | 203  | 472  |

|  |

### Répartition de la population par nationalités (1991)
| Nationalité     | Nombre | %     |
| --------------- | ------ | ----- |
| Serbes          | 103    | 50,74 |
| Musulmans       | 90     | 44,33 |
| Croates         | 5      | 2,46  |
| Yougoslaves     | 4      | 1,97  |
| Inconnus/autres | 1      | 0,49  |